# Barje Čiflik
Barje Čiflik (cirill betűkkel Барје Чифлик) egy falu Szerbiában, a Piroti körzetben, a Piroti községben.

## Népesség
- 1948-ban 820 lakosa volt.
- 1953-ban 790 lakosa volt.
- 1961-ben 775 lakosa volt.
- 1971-ben 765 lakosa volt.
- 1981-ben 782 lakosa volt.
- 1991-ben 788 lakosa volt
- 2002-ben 693 lakosa volt,[1] akik közül 689 szerb (99,42%), 1 bolgár, 1 jugoszláv, 1 montenegrói és 1 ismeretlen.[2]